# Haus Crengeldanz

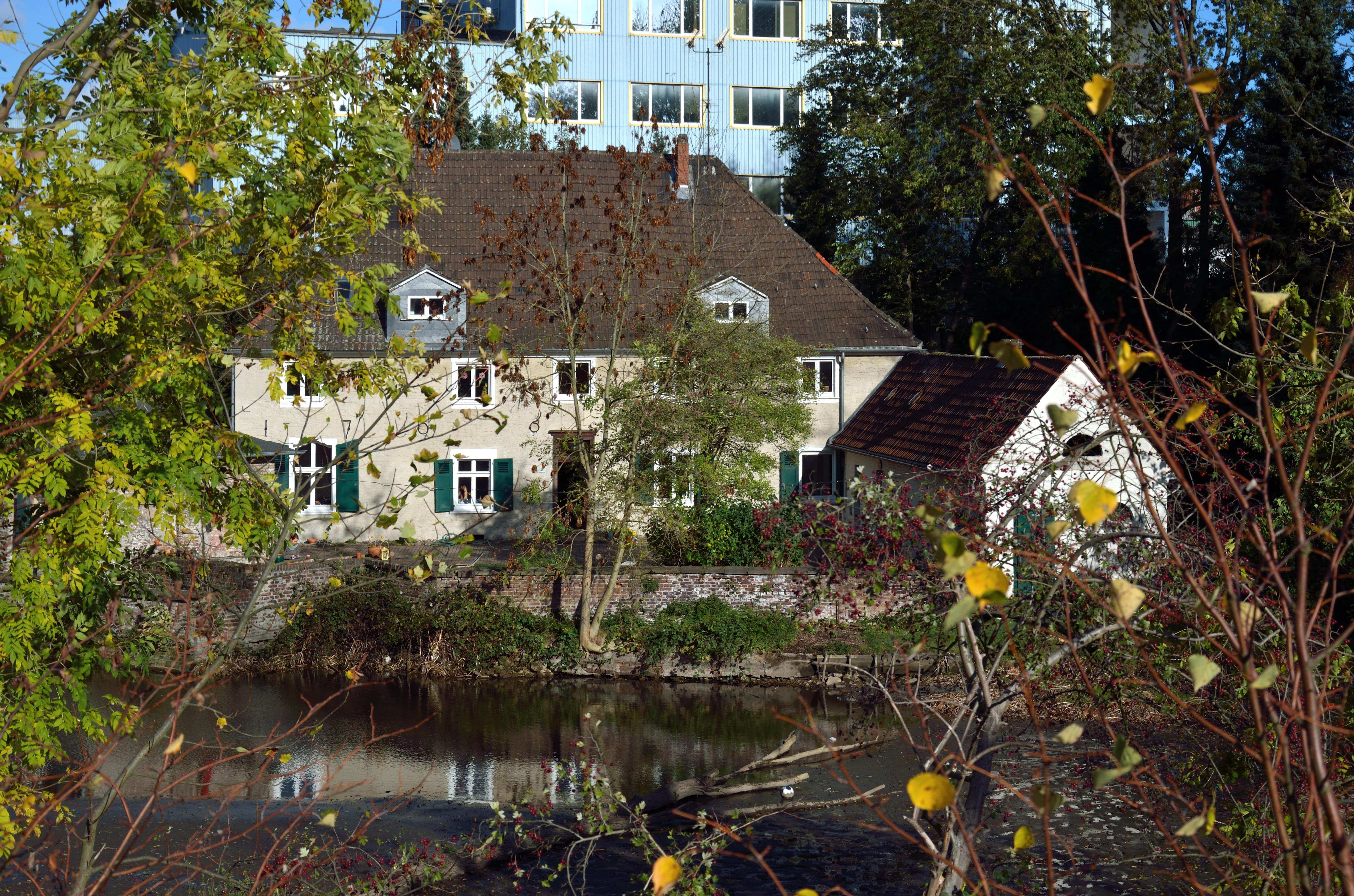
Haus Crengeldanz, 2013

Haus Crengeldanz ist ein Herrenhaus im Wittener Stadtteilbezirk Crengeldanz, Otto-Seeling-Straße 6. Das Gebäude gehörte früher zu dem freien, adeligen Rittergut Crengeldanz und steht seit dem 20. August 1984 unter Denkmalschutz.

## Geschichte

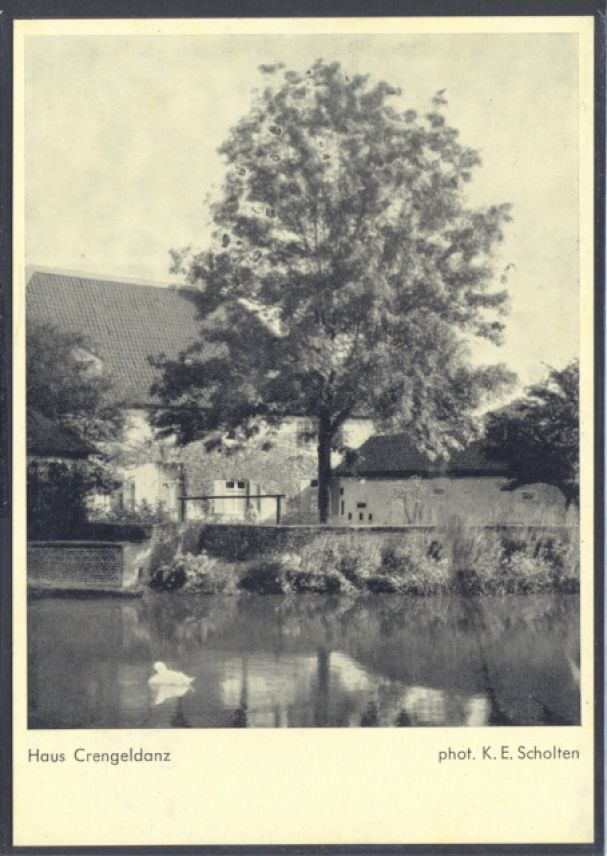
Haus Crengeldanz 1948

Im Jahr 1341 erstmals urkundlich erwähnt, war das Anwesen im 14. Jahrhundert im Besitz der Ministerialenfamilie von Dücker. In diese Familie heiratete Hermann von Witten-Steinhausen (1374–1435) ein, wodurch sich die Linie Witten-Crengeldanz bildete. In der Folgezeit wechselte das Haus durch Heirat von Erbtöchtern mehrere Male den Eigentümer. Es gehörte nacheinander den Familien von Hoete (ab 1532), von Stammheim und von Sydow (1743 bis 1825)
1825 erwarben die Brüder Gustav und Theodor Müllensiefen das Haus für 4.400 Taler und gründeten auf dem Gelände eine Glashütte, die später von der Flachglas AG übernommen wurde und nun zum Unternehmen Pilkington gehört. Sie ließen zusätzlich vom Regierungsbaumeister Heinrich Klutmann die Villa Müllensiefen als Wohnsitz errichten. In unmittelbarer Nähe liegt auch die Gartenstadt Crengeldanz.

## Beschreibung
Das Haupthaus stammt aus dem Jahr 1706 und ist eines der wenigen erhaltenen barocken Herrenhäuser im Stadtgebiet. Die Nebengebäude stammen vermutlich aus der gleichen Zeit. Ein kleiner Pavillon wird der Revolutionsarchitektur zugerechnet. Das Herrenhaus ist ein schlichter Rechteckbau mit eineinhalb Geschossen und einem Walmdach. Er ist durch Fenster in fünf Achsen eingeteilt.